# شهرستان هارمون (اکلاهما)
شهرستان هارمون، اکلاهما (به انگلیسی: Harmon County, Oklahoma) شهرستانی در ایالات متحده آمریکا است که در اکلاهما واقع شده‌است.

## خصوصیات
شهرستان هارمون ۱٬۳۹۵ کیلومترمربع مساحت دارد.